# 湛家屯站
湛家屯站是位于云南省曲靖市三岔的一个铁路车站，邮政编码655000。车站建于1941年，有贵昆铁路经过该站，现仅办理货运，不办理客运业务，车站及其上下行区间均已电气化。车站距离贵阳站491公里，隶属昆明铁路局，是四等站。